# Saint-Paul-aux-Bois
Saint-Paul-aux-Bois è un comune francese di 407 abitanti situato nel dipartimento dell'Aisne della regione dell'Alta Francia.

## Società

### Evoluzione demografica
Abitanti censiti